# Charles-Jean de Kœnigsmark
Pour les articles homonymes, voir Kœnigsmark.
Charles-Jean comte de Kœnigsmark (Hans Karl von Königsmarck), né le 5 mai/15 mai 1659 à Nyborg sur l'île de Fionie, mort le 27 août 1686 à Napoli di Romania, aujourd'hui Nauplie, était un officier germano-suédois protestant et aventurier.

## Biographie
Charles-Jean de Kœnigsmark était le fils de Kurt Christoph, (1634-1673), comte de Kœnigsmark, et de Marias Christine de Wrangel, (1628-1691).
Le comte de Kœnigsmark était petit-fils du maréchal suédois le comte Hans Christoff de Kœnigsmark. Son oncle était Otto Wilhelm de Kœnigsmark, et son frère, Philippe-Christophe de Kœnigsmark, a été assassiné le 11 juillet 1694 à Hanovre par la comtesse de Platen. sa sœur marie-Aurore de Kœnigsmark fut la favorite du roi Auguste II de qui elle eut le fameux Maurice de Saxe (1696-1750)
Il reçut un enseignement et une éducation chrétienne à Hambourg jusqu'en 1674, puis près de sa mère à Stade, et lorsque cette dernière s'installa à Stockholm il effectua le Grand Tour pour parfaire son éducation accompagné de son majordome Walther.
En 1675 âgé de 16 ans, il s'engagea dans l'armée suédoise et se rendit à Malte.
Charles-Jean Koenigsmark a été au centre d'un singulier procès criminel à Londres : pour épouser la plus riche héritière de la Grande-Bretagne, Lady Élisabeth Percy, il aurait fait assassiner par trois spadassins son second mari, le célèbre Thomas Thynn, surnommé Thomas aux Millions. Les trois assassins furent pendus, mais grâce à l'intervention du roi Charles II d'Angleterre, Koenigsmark fut acquitté et put s'enfuir. 
Charles-Jean rejoignit son oncle Otto Wilhelm et participa à la guerre de Morée, au cours de laquelle il mourut de maladie le 26 ou le 27 août 1686 pendant le siège de Nauplie. 
Son corps sera transféré avec la dépouille de son oncle à Stade en 1690, et ils furent inhumés le 19 janvier et le 29 janvier 1691.

## Sources
- (de) Cet article est partiellement ou en totalité issu de l’article de Wikipédia en allemand intitulé « Hans Karl von Königsmarck » (voir la liste des auteurs).